# Jang Su-jeong
Dans ce nom coréen, le nom de famille, Jang, précède le nom personnel.
Jang Su-jeong, née le 13 mars 1995 à Busan, est une joueuse de tennis professionnelle sud-coréenne.
Elle fait partie de l'équipe de Corée du Sud de Fed Cup.

## Carrière
Évoluant principalement sur le circuit ITF, elle y a remporté 10 titres en simple (Salisbury en 2014 et 2019, Mildura, Karuizawa, Clare, Bangkok, Kashiwa, Kashiwa, Oldenzaal, Canberra) ; et 12 en double (Bundaberg, Mildura, Bangkok, Zhengzhou, Noto, Kashiwa, Huangshan, les deux tournois ITF 2019 à Antalya, Kyiv, Canberra et Ilkley).

### 2012 – 2016: quelques matchs et quarts de final à domicile en 2013
En 2012, elle ne joue qu'un match de qualification perdu face à Stephanie Bengson.
Invitée à Séoul, elle arrive en quarts. Elle bat Klára Zakopalová (tête de série numéro 4) au premier tour via le score sans appel de 6-1, 6-1. Par la suite elle vient à bout de Ons Jabeur via un score en trois sets 1-6, 6-4, 6-1. Elle perdra par la suite face à Lara Arruabarrena 6-0, 6-4. 
En 2014 et 2015 elle passe aucun tour. À domicile elle échoue au premier tour face à Han Na-lae en 2014 et face à Mona Barthel l'année d'après. En 2015 elle perd aussi en double (associée à Han Na-lae) lors de ce même tournoi face à Ksenia Lykina - Emily Webley-Smith.
Elle passe la phase des qualifications à Tokyo en 2016, elle bat la tunisienne Ons Jabeur via le score 6-3, 6-2, puis la japonaise Shuko Aoyama sur le score de 1-6, 7-5, 6-4, et enfin Sabina Sharipova sur le score de 6-4, 6-4. Elle passe alors un tour face à Zheng Saisai via le score de 4-6, 6-3, 6-3. Elle sera éliminée ensuite par Jana Čepelová sur le score expéditif de 6-3, 6-1. 

### 2017: première finale WTA 125 à Honolulu
À Kula Lumpur, elle passe les qualifications mais perd face à Elina Svitolina. Au challenger de Zhengzhou elle passe le premier tour face à Han Na-lae sur le score de 6-4, 6-1. Puis, elle passe le tour suivant face à Kurumi Nara sur abandon 7-5, 4-0. Elle va échouer à ce stade sur le score de 6-4, 7-5 face à Duan Ying-Ying. Au challenger de Taipei elle passe un tour en éliminant Arina Rodionova; mais elle est éliminée au tour suivant par Naomi Broady.
En novembre, alors qu'elle est classée 179e mondiale, elle atteint sa première finale en catégorie WTA 125 en simple à Honolulu, elle bat sa compatriote Han Na-lae en deux sets 6-4 6-0. Par la suite elle bat Amanda Anisimova 4-6, 6-4, 6-4 ; puis Miharu Imanishi 6-1, 6-3. Elle bat Julia Boserup en demi-finale, une joueuse mieux classée qu'elle (147e), en 3 manches (6-3, 3-6, 6-3). Elle s'incline en finale face à la tête de série no 1, Zhang Shuai 6-0, 2-6, 3-6.

### 2018: quelques victoires mais saison très mitigée
Lors du challenger de Newport Beach, elle élimine via le score de 7-6, 6-3 la joueuse Sofia Kenin, puis elle élimine une autre américaine Claire Liu via le score de 2-6, 7-5, 6-4. Elle sera éliminée par Danielle Collins au tour suivant via le score de 6-0, 3-6, 6-4. À Zhengzhou, elle bat la japonaise Ayano Shimizu, mais échoue face à la locale Han Xinyun. Elle mettra ensuite du temps à repasser un tour. C'est à Taipei qu'elle bat Susanne Celik sur le score de 6-2, 6-1. Elle échoue par la suite face à Nao Hibino sur le score de 6-4, 6-3.

### 2019 - 2022: peu de matchs en trois ans, titre WTA 125 à Båstad
En 2019, elle ne passe pas les qualifications d'Hiroshima ; elle passe le premier tour face à Susanne Celik et perd face à Valeria Savinykh. Puis, elle perd à Séoul au premier tour des qualifications face à Ulrikke Eikeri. Ce seront les seuls matchs de cette année. L'année suivante est une année sans match. En 2021, elle passe un tour à domicile battant sa compatriote Dayeon Back 3-6, 6-3, 6-3. Elle va échouer au tour suivant sur le score de 7-5, 6-3 face à Linda Fruhvirtová.
En 2022, à Traralgon, elle essuie une défaite face à Katie Volynets. Enfin, Jang arrive dans le tableau principal de l'Open d'Australie. Elle bat sur le score de 6-4, 6-4 la tête de série numéro 4 des phases qualificatives, Sara Errani. Par la suite, elle bat la locale Taylah Preston sur un score sévère de 6-0, 6-0. Enfin, elle arrive dans le tableau principal en éliminant l'Espagnole Rebeka Masarova sur un score de 6-2, 6-3. C'est la première fois que Jang se qualifie pour un tournoi majeur. Elle échoue cependant sur le score de 6-3, 2-6, 6-4 face à Danka Kovinić.
De retour sur le circuit secondaire, Sowjanya Bavisetti l'élimine lors du tournoi Bendigo dès le premier tour. Par la suite, elle arrive à Canberra, pour deux volées du tournoi. Éliminée lors de la première par Kimberly Birrell 6-2, 6-7, 6-4 en quarts de finale, le 25 mars. Elle obtient cependant le titre lors de la seconde volée. Elle élimine Hiroko Kuwata, Sowjanya Bavisetti (prenant sa revanche sur le tournoi de Bendigo), Ankita Raina, Olivia Gadecki et Yuki Naito. Classée 155e mondiale, elle s'engage à Båstad. Elle élimine sèchement (6-2 6-1) la 95e mondiale, la française Clara Burel. Elle poursuit en éliminant Irina Khromacheva (6-0 6-1), et Panna Udvardy (6-4 7-5). Elle arrive en finale après avoir éliminé Viktoriya Tomova (6-2 6-3). Elle obtient son premier titre en catégorie WTA 125 face à Rebeka Masarova sur un score de 3-6 6-3 6-1. Grâce à ce titre, le 11 juillet 2022 elle obtient son meilleur classement (114e mondiale).

### 2023: de bons résultats sur le circuit secondaire
Elle obtient son premier résultat à Hua Hin, passant un tour mais échouant au second. Elle n'obtient que peu de résultats sur le circuit principal. Elle revient donc au circuit secondaire où elle arrive en quarts à Astana lors de la première levée. Mais, c'est lors de la seconde levée qu'elle obtient son titre. Elle élimine tour à tour Aruzhan Sagandikova (6-1, 6-2), puis elle vient à bout de Vitalia Diatchenko (6-4, 6-0). Elle parvient à éliminer ensuite Tena Lukas (6-4, 6-7, 6-0) et Polina Kudermetova (6-2, 6-7, 6-3). Elle est titrée en finale face à Moyuka Uchijima (6-1, 6-4).
Elle enchaine avec un second titre en éliminant Natsumi Kawaguchi, Naho Sato, Haruka Kaji. En demi-finale, elle sort Wang Yafan puis bat en finale sa compatriote Han Na-lae. Elle se rend ensuite à  Kashiwa où elle arrive en finale, battue par Nao Hibino. 
Après quelques autres bons résultats, elle se rend à Paris où elle fait face à une ancienne top 40 dès le premier tour, Fiona Ferro. Elle l'élimine en deux sets (6-3, 6-1).

## Palmarès

### Titre en simple en WTA 125
| No | Date       | Nom et lieu du tournoi | Catégorie | Dotation  | Surface      | Finaliste       | Score         |          |
| -- | ---------- | ---------------------- | --------- | --------- | ------------ | --------------- | ------------- | -------- |
| 1  | 04-07-2022 | Nordea Open, Båstad    | WTA 125   | 115 000 $ | Terre (ext.) | Rebeka Masarova | 3-6, 6-3, 6-1 | Parcours |

### Finale en simple en WTA 125
| No | Date       | Nom et lieu du tournoi                            | Catégorie | Dotation  | Surface    | Vainqueure  | Score         |          |
| -- | ---------- | ------------------------------------------------- | --------- | --------- | ---------- | ----------- | ------------- | -------- |
| 1  | 20-11-2017 | Hawaii Open by Hawaii Tourism Authority, Honolulu | WTA 125   | 125 000 $ | Dur (ext.) | Zhang Shuai | 0-6, 6-2, 6-3 | Parcours |

### Titre en double en WTA 125
| No | Date       | Nom et lieu du tournoi           | Catégorie | Dotation  | Surface      | Partenaire | Finalistes                         | Score            |          |
| -- | ---------- | -------------------------------- | --------- | --------- | ------------ | ---------- | ---------------------------------- | ---------------- | -------- |
| 1  | 19-06-2023 | Veneto Open Internazionali Gaiba | WTA 125   | 115 000 $ | Gazon (ext.) | Han Na-lae | Weronika Falkowska Katarzyna Piter | 6-3, 3-6, [10-6] | Parcours |

### Finales en double en WTA 125
| No | Date       | Nom et lieu du tournoi         | Catégorie | Dotation  | Surface      | Vainqueures                     | Partenaire | Score            |          |
| -- | ---------- | ------------------------------ | --------- | --------- | ------------ | ------------------------------- | ---------- | ---------------- | -------- |
| 1  | 15-11-2022 | Buenos Aires Open Buenos Aires | WTA 125   | 115 000 $ | Terre (ext.) | Irina Bara Sara Errani          | You Xiaodi | 6-1, 7-5         | Parcours |
| 2  | 10-07-2023 | Nordea Open Båstad             | WTA 125   | 115 000 $ | Terre (ext.) | Irina Khromacheva Panna Udvardy | Eri Hozumi | 4-6, 6-3, [10-5] | Parcours |

## Parcours en Grand Chelem

### En simple dames
| Année | Open d'Australie | Open d'Australie | Internationaux de France | Internationaux de France | Wimbledon | Wimbledon        | US Open | US Open             |
| ----- | ---------------- | ---------------- | ------------------------ | ------------------------ | --------- | ---------------- | ------- | ------------------- |
| 2014  | —                | —                | —                        | —                        | —         | —                | Q1      | Nigina Abduraimova  |
| 2015  | —                | —                | —                        | —                        | Q1        | Xu Yifan         | —       | —                   |
| 2016  | Q1               | Zhang Kai-Lin    | —                        | —                        | —         | —                | Q1      | Laura Robson        |
| 2017  | Q2               | Virginie Razzano | Q3                       | Françoise Abanda         | Q1        | Rebecca Peterson | Q3      | Anna Zaja           |
| 2018  | Q1               | Dalila Jakupović | Q1                       | Sara Sorribes Tormo      | —         | —                | Q1      | Lesley Kerkhove     |
|       |                  |                  |                          |                          |           |                  |         |                     |
| 2022  | 1er tour (1/64)  | Danka Kovinić    | Q1                       | Sara Errani              | Q3        | Yanina Wickmayer | Q1      | Anastasia Zakharova |
| 2023  | Q2               | Yuriko Miyazaki  | Q1                       | Réka Luca Jani           | Q1        | Coco Vandeweghe  | Q2      | McCartney Kessler   |
| 2024  | Q2               | Lulu Sun         | —                        | —                        | —         | —                | Q3      | Nao Hibino          |

N.B. : à droite du résultat se trouve le nom de l'ultime adversaire.

### En double dames
N'a jamais participé à un tableau final.

## Classements WTA en fin de saison
| Année          | 2011 | 2012 | 2013 | 2014 | 2015 | 2016 | 2017 | 2018 | 2019 | 2020 | 2021 | 2022 | 2023 | 2024 |
| Rang en simple | 530  | 526  | 336  | 265  | 202  | 141  | 179  | 201  | 300  | 323  | 255  | 115  | 170  | 246  |
| Rang en double | 1229 | 1064 | 371  | 343  | 241  | 460  | 391  | 418  | 459  | 463  | 351  | 131  | 117  | 284  |

Source : (en) Classements de Jang Su-jeong sur le site officiel de la Fédération internationale de tennis